# Среднегерманский химический треугольник

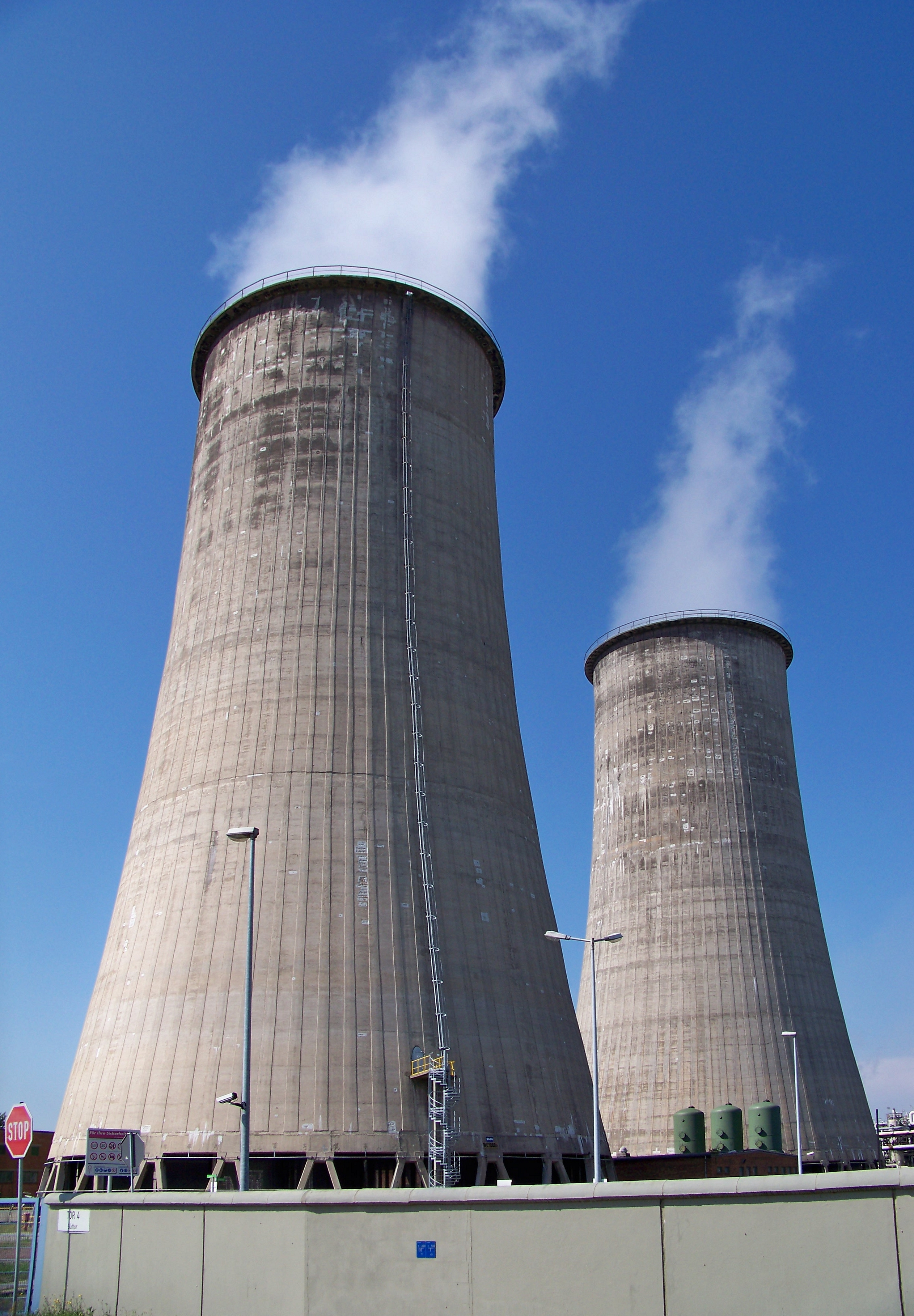
Лойна, одно из старейших предприятий Среднегерманского химического треугольника

Среднегерманский химический треугольник (нем. Mitteldeutsches Chemiedreieck или просто Chemiedreieck) — промышленный регион, включающий в себя земли Саксония-Анхальт (район Зале с городами Галле и Мерзебург, район Анхальт-Биттерфельд с городом Биттерфельд-Вольфен) и Саксония (дирекционный округ Лейпциг с городами Лейпциг и Шкойдиц). В регионе в годы ГДР были сосредоточены химические заводы, а сейчас находятся химпарки. Доминирующие отрасли региона — химическая и нефтеперерабатывающая. Регион часто называют химическим треугольником Лойна-Буна- Биттерфельд (нем. Chemiedreieck Leuna-Buna-Bitterfeld). Между названиями двух городов поместили название первого синтетического каучука Буна (соединение слов бутадиен и натрий), произведённого на заводе Буна в Шкопау. Сегодня каучук в Шкопау производит американская компания Dow Chemical.

## История
В конце XIX века в городах Биттерфельд и Вольфен, имеющих удобное железнодорожное сообщение низкие цены на землю, сырьё и энергоносители (бурый уголь), был выстроен комплекс Берлинских электрохимических заводов (Berliner Elektrochemischen Werke GmbH), завод Берлинского акционерного общества по выработке анилина (Aktienfabrik fur Anilinfabrikation zu Berlin (Agfa), химическая фабрика «Электрон» (Chemische Fabrik Elektron AG).
В XX веке в 1916 году в городке Лойна появилось крупнейшее химическое предприятие в Германии «Лойна» (Leunawerke), производящее аммиак, удобрения, синтетическое топливо (путём гидрогенизации бурого угля) и др. Первым на «Лойне» было запущено производство аммиака для нужд Первой мировой войны. С 1996 года на месте бывшего завода создан химический парк Infraleuna. В 1936 году в городе Шкопау был построен завод «Буна» (Buna-Werke).
Химический парк Биттерфельд насчитывает 360 компаний, крупнейшие: Viverso, Bayer AG.
Химическая промышленность Лейпцига специализируется на производстве пластмасс, резинотехнических изделий, лаков, красок.
В период ГДР бурый уголь был частично заменен на нефть из СССР (газопровод Дружба). Половина из общего объёма всей химической промышленности ГДР (1988 год) приходилась на комбинаты в Биттерфельде и Вольфене и на фабрики Буна и Лойна, а сам химический треугольник считался наиболее экологически загрязнённым. В ГДР был придуман рекламный слоган Пластик и эластик Шкопау.
В 1965 году был построен район-спутник Галле-Нойштадт для рабочих крупных химических предприятий.
После объединения Германии в 1990 году химические предприятия треугольника были приватизированы, на месте заводов был решено создавать химические парки.

## Проблемы с сырьём
Перед Среднегерманским химическим треугольником, как и перед всей химической промышленностью Германии, остро стоит проблема сырья: нефти и газа.